# Южна звезда
„Южна звезда“ (на сръбски: „Јужна Звезда“) е сръбски седмичен вестник, издаван на кирилица в Битоля от 20 март 1922 година до юни 1926 година.
Подзаглавието му е „Орган на искрените приятели на културния напредък и пълното единение на нашия народ. (Партийно строго неутрален лист)“ (Орган искрених пријатеља културног напретка и потпуног уједињења нашег народа: партијски строго неутрални лист).
Вестникът е на сръбски националистически позиции и налага сърбизма в Македония. Редактори са му буфският сърбоманин Спас Хаджипопов (Спасое Хаджипопович) и Йован Никетич Ничета. Отговорни редактори са от брой 36 (1922) Петър Лазаревич, от брой 66 (1923) С. Атанаскович, от брой 147 (1925) Йован Никетич, от брой 175 (1926) Спасое Хаджипопович, от брой 197 (1926) Йован Никетич. Печата се в Търговската печатница на Р. Киряс. От брой 32 (1922) в печатница „Просвета“, от брой 60 (1923) в печатницата на Киряс, от брой 194 (1926) в печатница „Просвета“ на Илия Иванович. Излиза в четвъртък.
Вестникът престава да излиза след убийството на Хаджипопов от дейци на ВМРО в Битоля.